# أرول كونكور
أرول گونگور (بالتركية: Erol Güngör)‏ (1357 - 1404 هـ / 1938 - 1983 م) هو باحث إسلامي وكاتب اجتماعي، تركي.
ولد في مدينة قيرشهر. حصل على الدكتوراه سنة 1965 م، وعلى لقب أستاذ سنة 1978 م. عين بعدها ريئسا لجامعة سلجوق في قونية.

## آثاره
له مؤلفات متعددة وترجمات كثيرة من اللغتين الإنگليزية والفرنسية، منها:
- «القومية والثقافة التركية»، 1395 هـ.
- «القومية وتغير الثقافة»، 1400 هـ.
- «مشاكل الإسلام المعاصرة»، 1401 هـ.